# Casa do Adro (Trevões)
A Casa do Adro situa-se em Trevões.

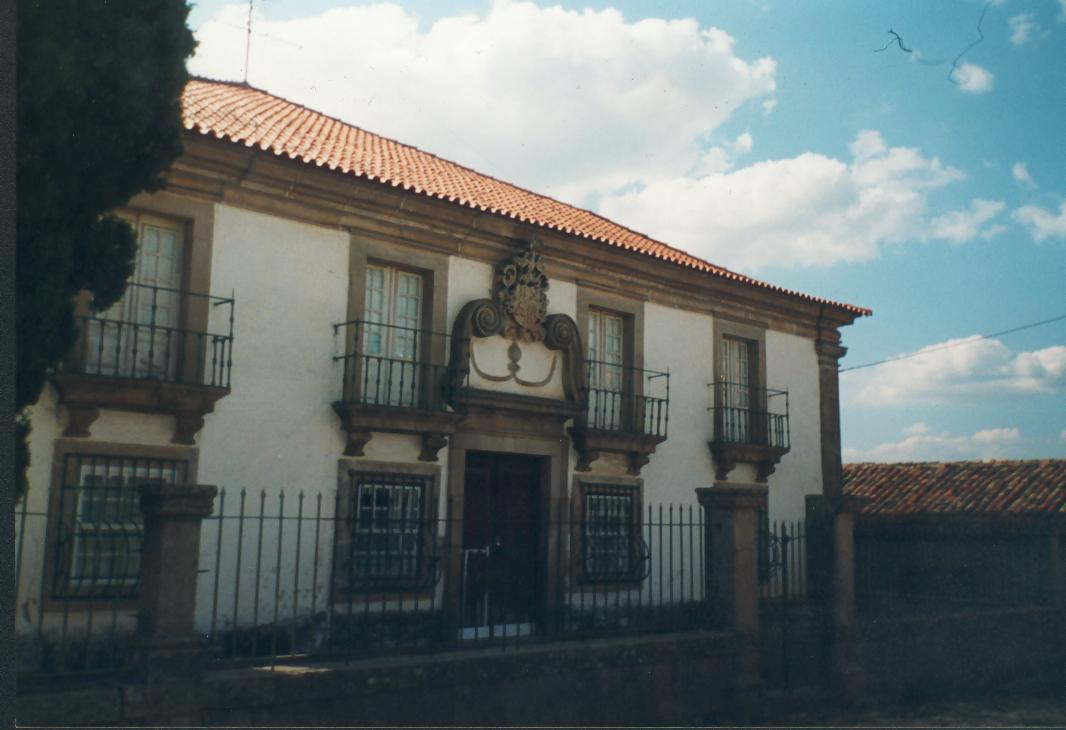
Casa Do Adro Trevoes

Fronteira à fachada principal da igreja matriz e junto ao Paço Episcopal, foi mandada levantar em 1605 por Baltasar de Almeida Camelo. O presente edifício, provavelmente erigido entre os séculos XVIII e XIX, embora possuindo terras de vinha e diversas construções de apoio à actividade agrícola, apresenta características marcadamente habitacionais.
Na fachada principal pontuam oito janelas, sendo as do andar nobre da sacada, com gradeamento de ferro forjado, e as do piso térreo de guilhotina, gradeadas em peito de rola. Ao centro, encimando o portal, duas volutas sustentam o brasão com as armas dos Almeida, Coutinho e Camelo. Do interior, em tempos ricamente mobilado, destaca-se a escadaria de acesso ao andar nobre.